# Sygurd Fafnesbane

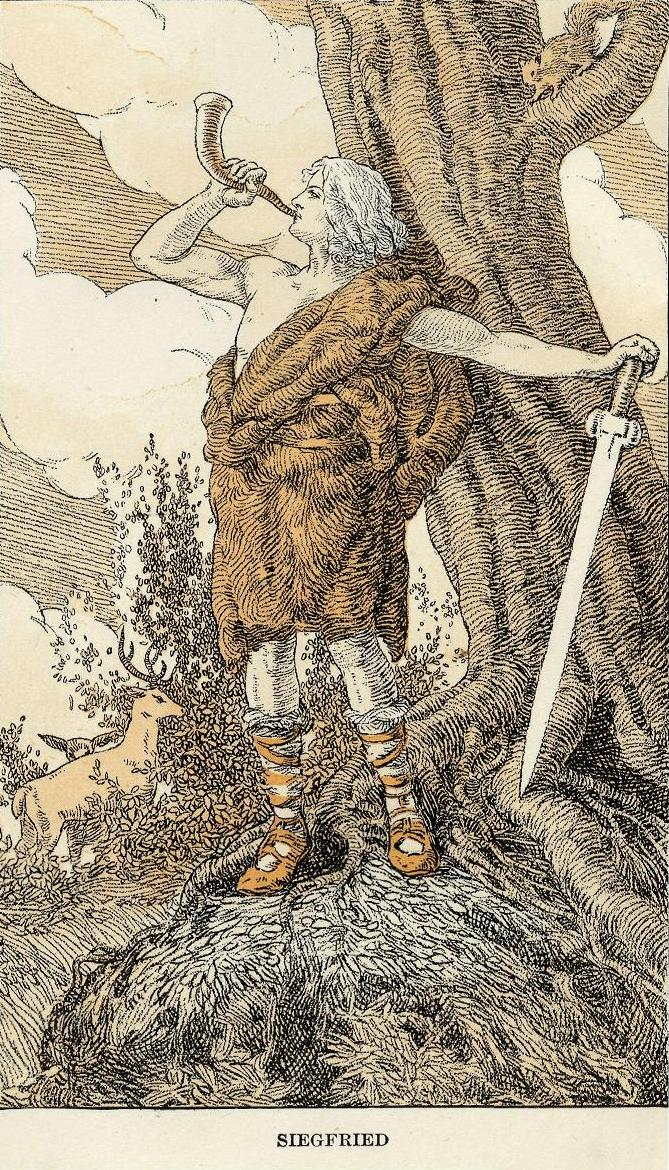
Sigurd dmący w róg

Sigurd Fafnesbane (staronord. Sigurðr, niem. Siegfried, szw. Sigurd) – legendarny heros w mitologii nordyckiej, a także główny bohater Sagi rodu Wölsungów, Pieśni o Nibelungach oraz opery Richarda Wagnera pt. Siegfried. Część jego historii została także wyryta na kamieniu z Ramsund. Kolejnym źródłem wiedzy o losach tego bohatera są dwie części Eddy poetyckiej: Sigurðarkviða Fáfnisbana I oraz Sigurðarkviða Fáfnisbana II.